# Penny Lane
Penny Lane (Lennon–McCartney) är en låt av The Beatles. Den utgavs som singel år 1967.

## Låten och inspelningen
Redan på "In My Life" på Rubber Soul hade Beatles experimenterat med att återskapa platser från barndomen i sin musik och man fortsatte på den linjen med "Penny Lane", en av gruppens mest optimistiska låtar som skapar en bild av ett England som inte riktigt fanns i verkligheten. "Penny Lane" ger en bild av Liverpool i ett nostalgiskt skimmer.
McCartney hade blivit inspirerad av Bachs Brandenburg-konserter och försökte återge dessa för George Martin, som förstod vad han syftade på. McCartney hade även hört piccolatrumpetaren David Mason spela ett stycke ur konserterna på TV och man anställde därför denne musiker för inspelningen av "Penny Lane". Utöver Mason medverkade flöjtisterna Ray Swinfield, P Goody, Manny Winters, Dennis Walton, trumpetarna och hornisterna Leon Calvert, Freddy Clayton, Bert Courtley, Duncan Campbell, oboisten Dick Morgan, engelske hornisten Mike Winfield, kontrabasisten Frank Clark samt George Martin på piano. Beatles medlemmar skötte också sina vanliga instrument även om tyngdpunkten låg på de inhyrda musikernas insatser. 
Man jobbade med denna ambitiösa låt 29–30 december 1966 och 4, 5, 6, 9, 10, 12 och 17 januari 1967. Pianospelet i stackato blev också stilbildande för många senare men man krävde en hel del pålägg. Masons piccolasolo gjordes sista dagen av inspelningen, den 17 januari 1967. "Penny Lane" utgavs som singel tillsammans med "Strawberry Fields Forever", vilken utkom i USA och England den 13 respektive 17 februari 1967. Båda låtarna kom även att ingå på den amerikanska LP:n Magical Mystery Tour, men låtarna saknas på den ursprungliga europeiska dubbel-EP:n.

## Listplaceringar
| Lista (1967)   | Position         |
| -------------- | ---------------- |
| Australien     | 1                |
| Danmark        | 1 (DR "Top 20")  |
| Finland        | 4                |
| Flandern       | 4                |
| Irland         | 2                |
| Kanada         | 1                |
| Nederländerna  | 1                |
| Norge          | 1                |
| Nya Zeeland    | 1 (NZ Listner)   |
| Storbritannien | 2                |
| Sverige        | 1 (Kvällstoppen) |
| Sverige        | 1 (Tio i topp)   |
| USA            | 1                |
| Västtyskland   | 1                |
| Österrike      | 5                |